# Yottabyte (bài hát)
"Yottabyte" là một bài hát bởi DJ người Hà Lan Martin Garrix. Nó đã được phát hành vào ngày 17 tháng 10 năm 2018 trên hãng đĩa của anh STMPD RCRDS được cấp phép độc quyền cho Sony Music Netherlands. Bài hát là đĩa đơn thứ hai từ EP của Garrix Bylaw.